# تينيل
تينيل (بالإنجليزية: Tennille, Georgia)‏ هي مدينة تقع في مقاطعة واشنطن، جورجيا بولاية جورجيا في الولايات المتحدة. تبلغ مساحة هذه المدينة 4.4 (كم²)، وترتفع عن سطح البحر 142 م، بلغ عدد سكانها 1505 نسمة في عام 2010 حسب إحصاء مكتب تعداد الولايات المتحدة.

## أعلام
- تيرينس إدواردز
- روبرت إدواردز
- جاك س. ماسي

## وصلات خارجية
- Cities & Counties - Georgia.gov